# Đỗ Thị Hà
Đỗ Thị Hà (Hậu Lộc, Thanh Hóa; 20 de julio de 2001) es una modelo y reina de belleza vietnamita, que fue coronada como Miss Vietnam 2020. Fue seleccionada para representar a su país en el concurso de Miss Mundo 2021.

## Primeros años
Đỗ Thị Hà nació en 2001 en el pueblo de Cầu, comuna de Cầu Lộc, distrito de Hậu Lộc, provincia de Thanh Hóa, siendo la menor de una familia puramente agrícola con tres hermanos. Cumplida la mayoría de edad se trasladó a la capital, Hanói, para estudiar Economía en la Universidad Nacional de Económicas.

## Concursos de belleza

### Miss Vietnam 2020
Fue coronada como Miss Vietnam 2020 el 20 de noviembre de 2020 en el Estadio Cubierto de Phu Tho en Ciudad Ho Chi Minh. Sucedió a la salida de Miss Vietnam 2018, Trần Tiểu Vy. Durante el concurso, entró en el top 5 de Fast Track Beach Beauty y Top Model y ganó el premio Multimedia.

### Miss Mundo 2021
Hà fue seleccionada para representar a Vietnam en el certamen de Miss Mundo 2021, que se celebrará el 16 de diciembre de 2021 en el Coca-Cola Music Hall de San Juan (Puerto Rico). Quedó entre las 13 finalistas, logrando la cuarta clasificación consecutiva de Vietnam en el certamen de Miss Mundo.